# Imigen Island
Imigen Island – niezamieszkana wyspa w zatoce Cumberland, w regionie Qikiqtaaluk, na terytorium Nunavut, w Kanadzie. 
W pobliżu Imigen Island położone są wyspy: Saunik Island, Ivisa Island, Ekallulik Island, Iglunga Island, Aupaluktok Island i Beacon Island.